# Otakar Jaroš
Otakar Jaroš (* 1. August 1912 in Louny; † 8. März 1943 in Sokolowo) war ein tschechoslowakischer Offizier. Er fiel in der Schlacht um Sokolowo und wurde als erster Ausländer mit dem Ehrentitel "Held der Sowjetunion", der höchsten sowjetischen Auszeichnung, geehrt. 

## Leben
Jaroš wurde in die Familie eines tschechischen Heizers der k.k. Staatsbahnen geboren, verbrachte seine Kindheit in Mělník, wo er das Gymnasium besuchte. Nachdem er diese Schulausbildung abgebrochen hatte, absolvierte er eine Fachschule für Elektrotechnik in Prag, 1933 die Militärschule für Unteroffiziere in Trnava und 1937 die Militärakademie in Hranice na Moravě. Ab 1939 war er als Zugführer einer telegrafischen Einheit in Prešov stationiert. 
Nach dem Münchner Abkommen wurde er als tschechoslowakischer Soldat demobilisiert und arbeitete in Náchod als Postbeamter. 1939 floh er über Polen in die Sowjetunion, wo er sich der sich formierenden Svoboda-Armee anschloss. 1942 trat er in das Übungslager des Ersten tschechoslowakischen Bataillons in Busuluk im Uralvorland ein und stieg bis zum Kommandanten der ersten Kompanie auf.
Oberleutnant Otakar Jaroš fiel am 8. März 1943 in der Schlacht um Sokolowo bei der Verteidigung seines Kommandeursposten gegen einen deutschen Panzerangriff nahe Charkow. Es war die erste Schlacht überhaupt, in der an der Seite der Roten Armee eine fremde Einheit gegen die Wehrmacht kämpfte.

## Ehrungen
Otakar Jaroš wurde posthum zum Hauptmann befördert. Kraft des Bescheids des Präsidiums des Obersten Sowjets wurde ihm am 17. März 1943, als erstem Ausländer, die höchste sowjetische Auszeichnung Held der Sowjetunion, und hiermit verbunden der Leninorden und separat der tschechoslowakische Orden des Weißen Löwen verliehen. Seinen Namen tragen die lokale Schule in Sokolowe und Straßen in Praha 7, Busuluk, Charkow und Poltawa. In Mělník befindet sich ein Denkmal.